# Stazione di Strassoldo
Stazione di Strassoldo vasútállomás Olaszországban, Cervignano del Friuli településen.

## Vasútvonalak
Az állomást az alábbi vasútvonalak érintik:
- Udine-Cervignano-vasútvonal

## Kapcsolódó állomások
A vasútállomáshoz az alábbi állomások vannak a legközelebb:
- Stazione di Sevegliano
- Stazione di Cervignano-Aquileia-Grado